# Juan Rizzo
Juan Salvador Rizzo (Buenos Aires, 6 luglio 1906 – ...) è stato un calciatore argentino, di ruolo centrocampista o attaccante.

## Carriera
Chiamato in Italia dall'Inter dove ha esordito in Serie A, ha poi giocato col Pisa ed a Pavia.
Ha militato fra l'altro anche nel Lugano e nel Roubaix.